# Eryx (mytologie)
Eryx (starořecky Ἔρυξ, latinsky Eryx) je v řecké mytologii syn boha Poseidona (nebo Argonauta Bouta) a bohyně Afrodity.
Eryx byl králem ve městě Sikania na západním pobřeží Sicílie. Když se Héráklovi zatoulala kráva z ukradeného Géryónova stáda, které měl přivést na příkaz mykénského krále Eurasthea z konce světa do Mykén, Eryx se mu ji pokusil ukrást. Tato troufalost se mu však stala osudnou, neboť Herakles ho dopadl a v zápase ho pak uškrtil.
Po králi Erykovi bylo na Sicílii pojmenováno město Eryx (dnes Erice) a nedaleký vrch.
Dle starověkého historika Thukydida město Eryx založili Elymové, kteří po dobytí Tróje uprchli před Achajci na Sicílii.